# 劳斯陨击坑
劳斯陨击坑（Louth）是火星北海区的一座撞击坑，其中心坐标位于北方大平原内北纬70.19度、东经103.24度处，直径36.29公里（22.55英里），该特征取名自爱尔兰劳斯郡的劳斯镇，2007年被国际天文联合会行星系统命名工作组批准接受。
劳斯陨击坑最突出的特征是坑内拥有一座在火星所有类似特征中最靠近赤道的持久性中央冰丘，这对研究火星表面气候变化的科研人员来说尤为重要。有关冰丘形成和保存的原因存在许多解释理论，其中的主流看法是西南风吹送的平流水蒸气在陨坑表面的沉积。由于科学家对此特别感兴趣，现已提议了两项任务方案来探索该陨坑的构成。

## 发现
起初是从海盗号拍摄的火星北部平原照片中一座撞击坑中心异常的反照率特征所发现的。2006年，谢（Xie）等人通过分析热辐射成像系统数据，确定了冰积物是由水冰构成，研究人员采用了与前人相似的技术，后者同样确定了火星极冠中存在水冰。此外，他们还注意到火星秋、夏之间中央冰丘会发生季节性改变。

## 冰丘

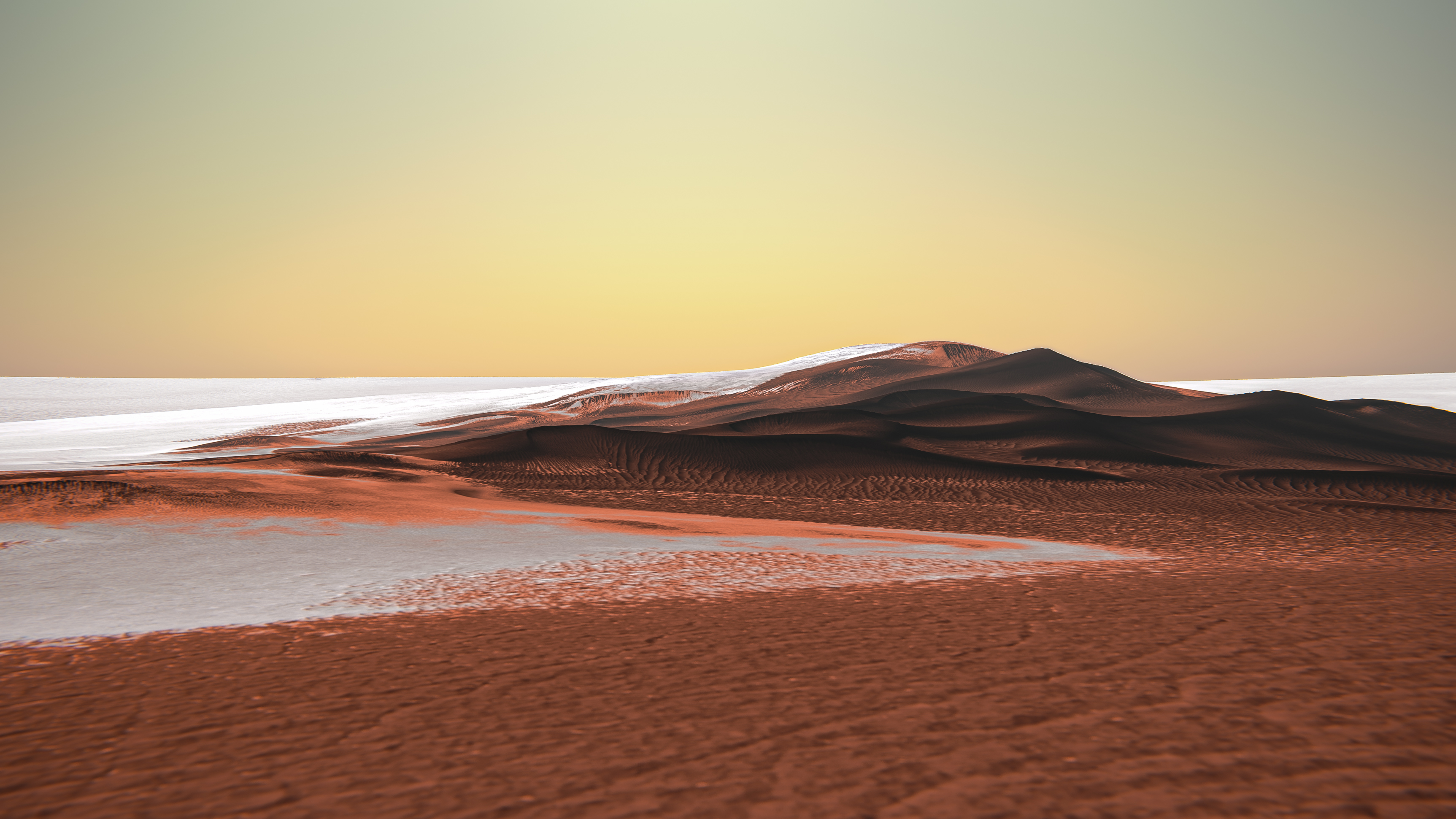
使用高分辨率成像科学设备数据模拟的劳斯冰丘水平表面视图

坐落在劳斯陨击坑中央的一座山丘中贮存有火星表面纬度最低的永久水冰物，该山丘外观大致圆形，直径约10公里，中心冰丘的反照率稳态值为0.431。与中心相比，该山丘由较小的冰粒组成，边缘散布着更多的橙玄玻璃污染物。大颗粒的冰表明，中心部分最古老，并通过冰升华或风成过程被带至表面。通过光谱模型对陨坑中心水冰的分析，测定出山丘中心的水冰在光学层面的纯度为99%，确认了冰丘在质地及成分上与北极冰盖相似。研究该陨坑的内部，弄清其相似的构成，可深入了解北极地区与大气之间的相互作用。此外，劳斯陨击坑等带有冰丘的撞击坑可作为火星亚马逊时代的地质记录。劳斯等陨石坑也已被用作了解冥王星上所发生类似过程的潜在模拟物。

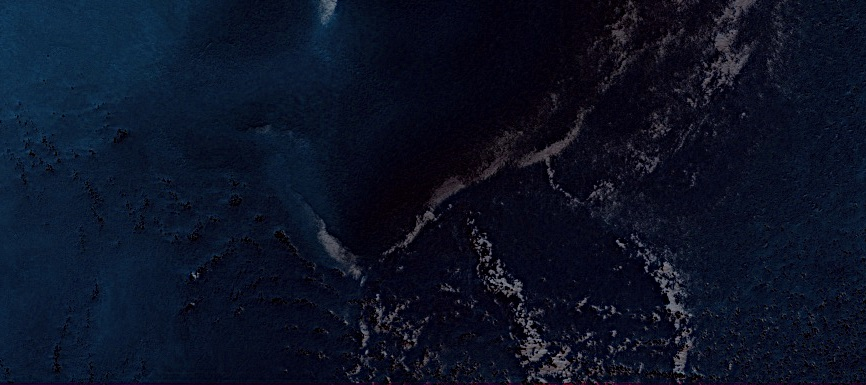
火星勘测轨道飞行器上高分辨率成像科学设备显示的劳斯陨击坑内霜冻区和沙丘的细节。

该冰丘被划分为四种特征类型：平整的内部冰、不规则“槽状”冰、沙丘和“灰泥”粗糙冰，其中之一是被解释为雪脊或冰浪的细长地貌，即风蚀冰丘和冰槽特征，与垂直于风向的沙丘脊不同，雪脊或冰浪脊是平行的。布朗（Brown）等人观察到上述雪脊的不同反照率特征，目前对此现象原因尚不清楚。中央丘的另一特征是分布于沉积物边缘的一连串深色沙丘，发现水冰可能是在沙丘形成后才沉积产生。沙丘系统的形成还不完全清楚，有关它们的形成存在多种理论，包括形成于冰丘之前、形成于冰丘产生之后且沙丘上发现的冰只是霜冻，或者沙丘是另一种物质升华后留下的其它产物。后来发现，冰丘与周围的表土存在水冰交换。而类似灰泥的积冰被认为是水冰丘中最年轻的部分。灰泥冰内的弧形特征被认为代表了冰丘的增长，类似于其他火星陨坑中发现的“北极层状沉积物特征” (NPLD)。冰丘北部边界在向表土过渡时较为明显，相比之下，南部边界则相对模糊。劳斯陨击坑存在持续到夏季的异常“融霜点”，类似于火星其他极地区特征，这些像黑色污迹一样的特征尚未得到充分的解释。

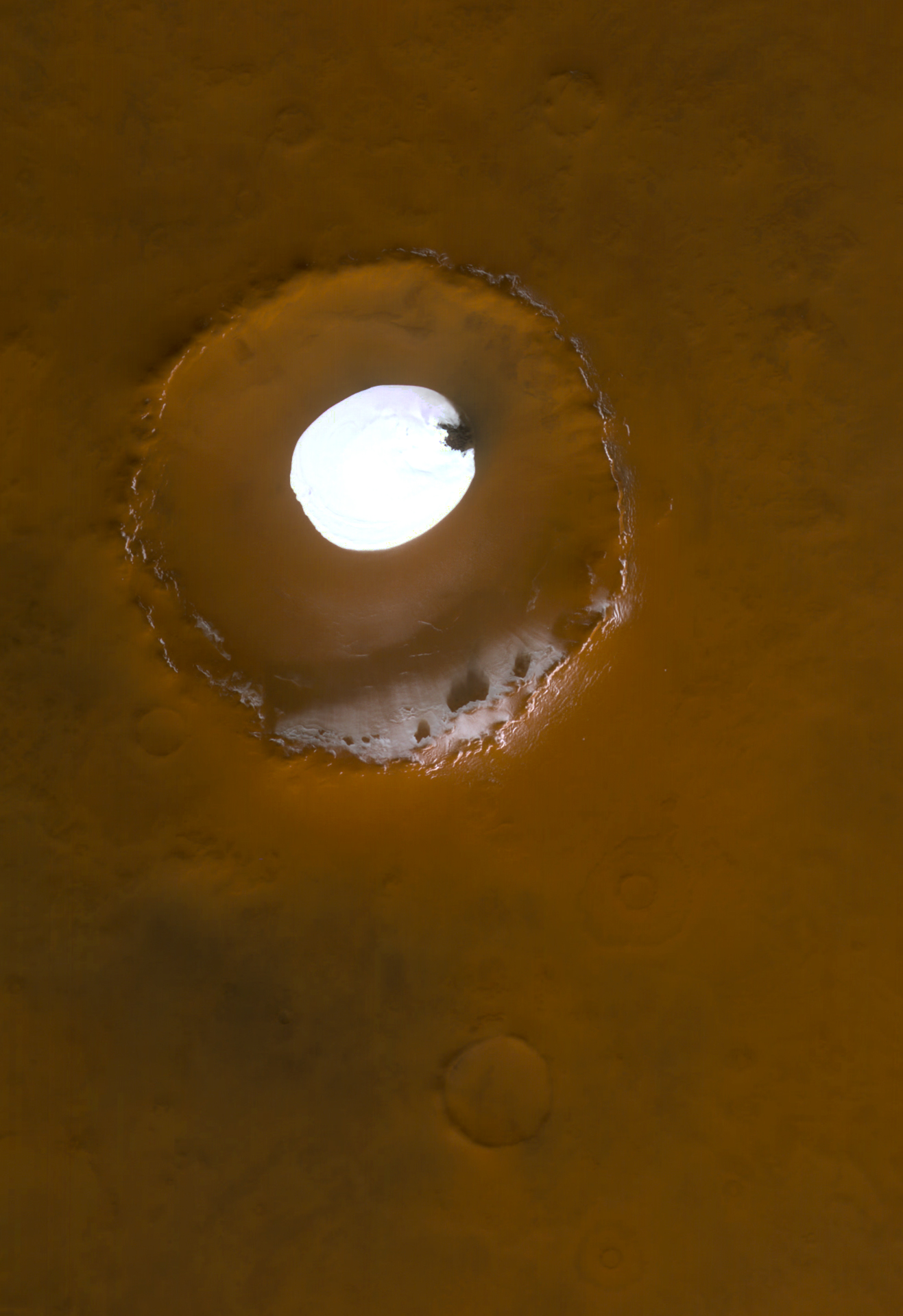
2005年2月2日，欧空局火星快车号拍摄的劳斯陨击坑彩色照片。

与其它火星陨石坑相比，劳斯陨坑较低的纬度使它的冰丘成为火星表面最温暖的常年冰层。火星上的冰沉积物是火星表面气候变化的独特指标，因为它们是二氧化碳和水等化合物的储存库。劳斯陨坑位于北纬70度偏南的位置，这使它对火星气候变化具有独特的敏感性。其长期稳定背后的作用过程，尤其在南纬地区，人们知之甚少。根据布朗等人的研究，劳斯陨击坑内部冰丘被认为目前正在消退，并且它是坑内中央曾大得多的冰丘残余物。在四年多的时间里，对该坑的观察并未发现冰丘任何的增长或退缩。中央丘会随季节发生不均匀变化，从火星表土升华出的水会沿较周围环境更冷的山丘月牙形边缘重新凝结，而西南风则通过平流作用在土丘上方沉积水汽。在火星夏季太阳经度（Ls）抵达150度前，冰丘被认为经历了消融过程。对于角度7度左右，面向赤道一侧的冰丘，这一消融速度被认为大约每年2毫米。

### 形成
陨坑最初形成水冰丘的作用被认为是大气水蒸气在陨坑表面沉积的结果。带有大气水的极地风罩季节性地并入火星北极霜冠，当霜冠层消退时，水汽会弥散开来。随着霜冠的后撤，形成一圈水霜，并在此过程中扫过陨击坑。这一作用比认为劳斯冰丘是更大极冠的外缘部分，或是风成作用从被称作“奇皮夫人指环”的特征中带来的水汽沉积的这两种想法更有可能，因为“奇皮夫人指环”特征距劳斯陨击坑太远，不太可能是它的源头。2021年的后续研究也提出了相似的结论，另外还发现冰丘投射的自身阴影要么阻止了冰丘进一步的消融，要么促进了水冰的沉淀。其他提出的中央丘形成理论还包括：来自火星地下含水层的上升流，形成了类似于地球上冰核丘，以及由撞击引起的热液活动导致的地表冰融化。

## 探索
目前还没有任何明确将劳斯陨击坑列为潜在目标的现行或已开发任务，但由于它独特的特征，已有几项探索该陨坑的任务建议。赫墨拉（HEMERA）-载人探索火星环境、表土和大气层任务，是一项将人类降落在火星北极地区的提议，着陆地点为劳斯陨击坑。抵达后，宇航员将根据任务目标通过收集表土来确定水冰丘的纯度。另一项被称为“米奇”（MICKEY）-火星冰芯关键探索游艇）的提议提出了采样返回任务，它将从陨击坑中央丘中获取一段冰芯。除着陆器外，“米奇号”任务还将在坑内部署一辆寻找水冰的漫游车。
劳斯陨击坑已被海盗号、火星快车号和火星勘测轨道飞行器等火星轨道卫星拍摄过照片，火星快车号和火星勘测轨道飞行器都提供了对理解陨击坑表面动态变化有重要意义的科学数据。

## 词源
根据批准的命名惯例，包括劳斯陨击坑在内的小型火星撞击坑是以地球上大约人口不足10万的城镇和村庄来命名。该陨坑是以爱尔兰劳斯郡的劳斯镇所命名。2007年2月7日，被国际天文学联合会行星系统命名工作组采用，但在正式批准之前，它就已被非正式地称为劳斯（Louth）坑。

## 另请查看
- 火星气候
- 科罗廖夫陨击坑，在北海区发现的另一座坑内有大量积冰的撞击坑。
- 火星水文